# Sauris remodesaria
Sauris remodesaria là một loài bướm đêm trong họ Geometridae.